# Пушний (Кольський район)
Пушний (рос. Пушной) — населений пункт у Кольському районі Мурманської області Російської Федерації.
Населення становить 782 особи. Належить до муніципального утворення Пушненське сільське поселення .

## Населення
| 2002 | 2010 |
| ---- | ---- |
| 1074 | ↘782 |